# Отток клиентов
Отток клиентов — явление, так же известное, как «клиентская убыль», «снижение клиентооборота» — это потеря клиентов или покупателей.
Банки, компании телефонной связи, интернет-провайдеры, платные телевизионные каналы, страховые компании и другие — часто используют анализ выбытия клиентов и коэффициенты, к анализу прилагающиеся, в качестве одного из своих ключевых бизнес-показателей (наряду с денежным потоком или EBITDA), потому что затраты на удержание имеющегося клиента намного меньше, чем на приобретение нового. Компании подобных секторов чаще всего имеют филиалы по обслуживанию клиентов, которые пытаются вернуть дезертировавших покупателей, потому что восстановить долгосрочные отношения с клиентами является куда более приоритетным шагом для компании, нежели вновь набранные клиенты.
Компании обычно проводят различие между добровольным и недобровольным оттоком. Добровольный отток происходит из-за решения клиента воспользоваться услугами другой компании и/или поставщика услуг, в то же время, как принудительный отток происходит из-за сложившихся обстоятельств, таких как заключение под стражу, смерть, переезд в отдаленное место. В большинстве случаев, компании исключают непреднамеренные причины оттока из аналитических моделей. Аналитики склонны концентрироваться на добровольный отток, потому что это обычно происходит из-за факторов, связанных с отношениями компании и клиента, которые контролируются компанией.
Когда компании измеряют оборот своих клиентов, они обычно проводят различие между валовым и чистым выбытием. Валовая убыль — потеря существующих клиентов и связанных с ними периодических доходов за товары или услуги по контракту за определённый период времени. Чистая убыль — это валовая убыль + клиенты в первоначальном положении. Финансовые учреждения часто отслеживают или измеряют убыль с помощью взвешенного расчета, называемого ежемесячным повторяющимся доходом (RMR). В 2000-х годах существовал ряд программ бизнес-аналитики, которые могли изучать базы данных информации о клиентах и анализировать факторы, связанные с выбытием клиентов, такие как неудовлетворенность обслуживанием или технической поддержкой, споры о выставлении счетов или несогласие с политикой компании. Более сложное программное обеспечение прогнозируемой аналитики использует модели прогнозирования оттока, которые предсказывают отток клиентов, оценивая их склонность к риску расторжения отношений с компанией. Поскольку эти модели формируют небольшой приоритетный список потенциальных перебежчиков, они эффективно фокусируют маркетинговые программы удержания клиентов на подмножестве клиентов, склонных к оттоку.

## Розничная торговля и предоставление услуг
Финансовые услуги, такие, как банковское дело и страхование, используют прогнозную аналитику, дабы смоделировать ситуацию по оттоку клиентской базы, поскольку удержание клиентов является неотъемлемой частью бизнес-модели большинства финансовых услуг. Другие сектора так же открыли для себя возможности прогнозной аналитики, включая розничную торговлю, телекоммуникации и операторов платного телевидения. Одной из основных задач моделирования потенциального оттока клиентов является определение причинно-следственных факторов, дабы компания могла попытаться предотвратить их в будущем. Некоторые компании хотят, чтобы их клиенты не становились менее прибыльными, поэтому они ввели понятие частичного оттока клиентов.
Истощение клиентов заслуживает особого внимания со стороны поставщиков услуг мобильной связи по всему миру. Это связано с низкими барьерами для перехода к конкурирующему поставщику услуг, особенно с появлением переносимых мобильных номеров (MNP) в нескольких странах. Это позволяет клиентам переключаться на другого провайдера, сохраняя при этом свои телефонные номера. В то время, как зрелые рынки с высоким показателем телефонной ставки на рынке имеют отток в диапазоне от 1 до 2 % в месяц, высокие темпы роста развивающихся рынков, таких как Индия и Китай испытывают отток от 3 до 4 % в месяц. Благодаря внедрению новых технологий, таких как модели прогнозирования оттока в сочетании с эффективными программами удержания, можно было бы лучше управлять оттоком клиентов, чтобы предотвратить значительные потери доходов от «дезертиров».
Уход клиентов является серьёзной проблемой для американских и канадских банков, потому что они имеют гораздо более высокие ставки оттока, нежели банки в Западной Европе. Американские и канадские банки с самыми низкими ставками оттока достигают клиентского оборота в 12 % в год, используя тактику бесплатных счетов, онлайн-банкинга, а также повышенного качества обслуживания клиентов. Однако, как только банки смогут улучшить свои ставки оттока клиентов за счет улучшения качества обслуживания, они могут достигнуть точки, за которой дальнейшее обслуживание клиентов не улучшит порог удержания; необходимо изучить другие тактики или подходы.
Отток и выбытие клиентов часто используется в качестве показателя удовлетворенности клиентов. Однако, уровень оттока может искусственно поддерживаться на низком уровне, что затрудняет клиентам расторжение получаемых услуг. Это включает в себя игнорирование запросов о расторжении, осуществление длительных и сложных процедур расторжения, различные другие взаимосвязанные препятствия. Таким образом, отток может улучшиться, в то время, как удовлетворенность клиентов ухудшается. Эта практика близорука и будет иметь неприятные последствия. Однако, это распространено в телефонных компаниях и среди интернет-провайдеров.

## Исследования
Ученые изучили убыль клиентов в европейских финансовых компаниях и изучили предикторы оттока клиентов, а также то, как использование подходов управления взаимоотношениями с клиентами (CRM) может повлиять на показатели оттока. Несколько исследований объединяют несколько различных типов предикторов для разработки моделей оттока. Эта модель может учитывать демографические характеристики, изменения окружающей среды и другие факторы.
Исследования по моделированию выбытия клиентов могут предоставить компаниям несколько инструментов для повышения удержания клиентов. Используя интеллектуальный анализ данных и программное обеспечение, можно применять статистические методы для разработки нелинейных моделей причин убыли. Один из исследователей отмечает: "удержание существующих клиентов более выгодно, чем привлечение новых, в первую очередь, за счёт экономии затрат на приобретение большего объёма потребления услуг и рефералов клиентов. «Аргумент в том, чтобы построить.. эффективную программу удержания клиентов», «менеджеры должны прийти к понимаю.. почему клиенты уходят» и «идентификация клиентов с высоким риском ухода» путем точного прогнозирования выбытия клиентов.

## Прогнозирование
В контексте бизнеса «отток» относится, как к миграции клиентов, так и к потере их ценности. Таким образом, «коэффициент оттока» относится, с одной стороны, к проценту клиентов, которые заканчивают свои отношения с организацией, или, с другой стороны, к клиентам, которые все ещё получают свои услуги, но не так много или не так часто, как раньше. Поэтому нынешние организации сталкиваются с огромной проблемой: быть в состоянии предвидеть отказ клиентов, чтобы сохранять их вовремя, снижая таким образом затраты и риски, получая эффективность и конкурентоспособность. На рынке существуют передовые аналитические инструменты, специально разработанные для глубокого анализа огромного количества данных внутри организаций, а также для прогнозирования на основе информации, полученной в результате анализа и изучения этих данных. Их цель это вооружить отделы и агентства маркетинга — и всех бизнес-пользователей необходимыми инструментами:
Определять в ближайшее время, какие клиенты собираются отказаться и знать своих клиентов, отвечая на вопросы: как, кто они, как они себя ведут?
Знать реальную стоимость потенциальной потери этих клиентов, с целью установления приоритетов и эффективного распределения бизнес-усилий и ресурсов, оптимизации ресурсов и максимизации стоимости текущего портфеля клиентов.
Внедрить на практике персонализированные планы удержания в целях сокращения или недопущения их миграции, повышения способности реагировать и предвидеть возможные не прогнозируемые утечки.

## Сокращение
Есть организации, которые разработали международные стандарты в отношении признания и обмена передовым опытом в области обслуживания клиентов с целью сокращения их выбытия. Международный институт обслуживания клиентов разработал международный стандарт обслуживания клиентов, чтобы стратегически выровнять организации, чтобы они сосредоточились на предоставлении передового опыта в обслуживании клиентов, в то же время, обеспечивая признание успеха через схему регистрации третьей стороны.

## Менеджмент
Не все потери — это плохо. Для многих фирм полезно и желательно, чтобы убыточные клиенты уходили. Это известно, как избавление от убыточных клиентов. Однако, убыточность клиента не означает, что от него стоит отказаться, ведь так же есть стратегические причины для удержания таких покупателей.